# Județul Caraș (interbelic)
Județul Caraș a fost o unitate administrativă de ordinul întâi din Regatul României, aflată în regiunea istorică Banat. Reședința județului era orașul Oravița. Județul a luat ființă în anul 1926, ca urmare a divizării fostului județ Caraș-Severin.

## Întindere

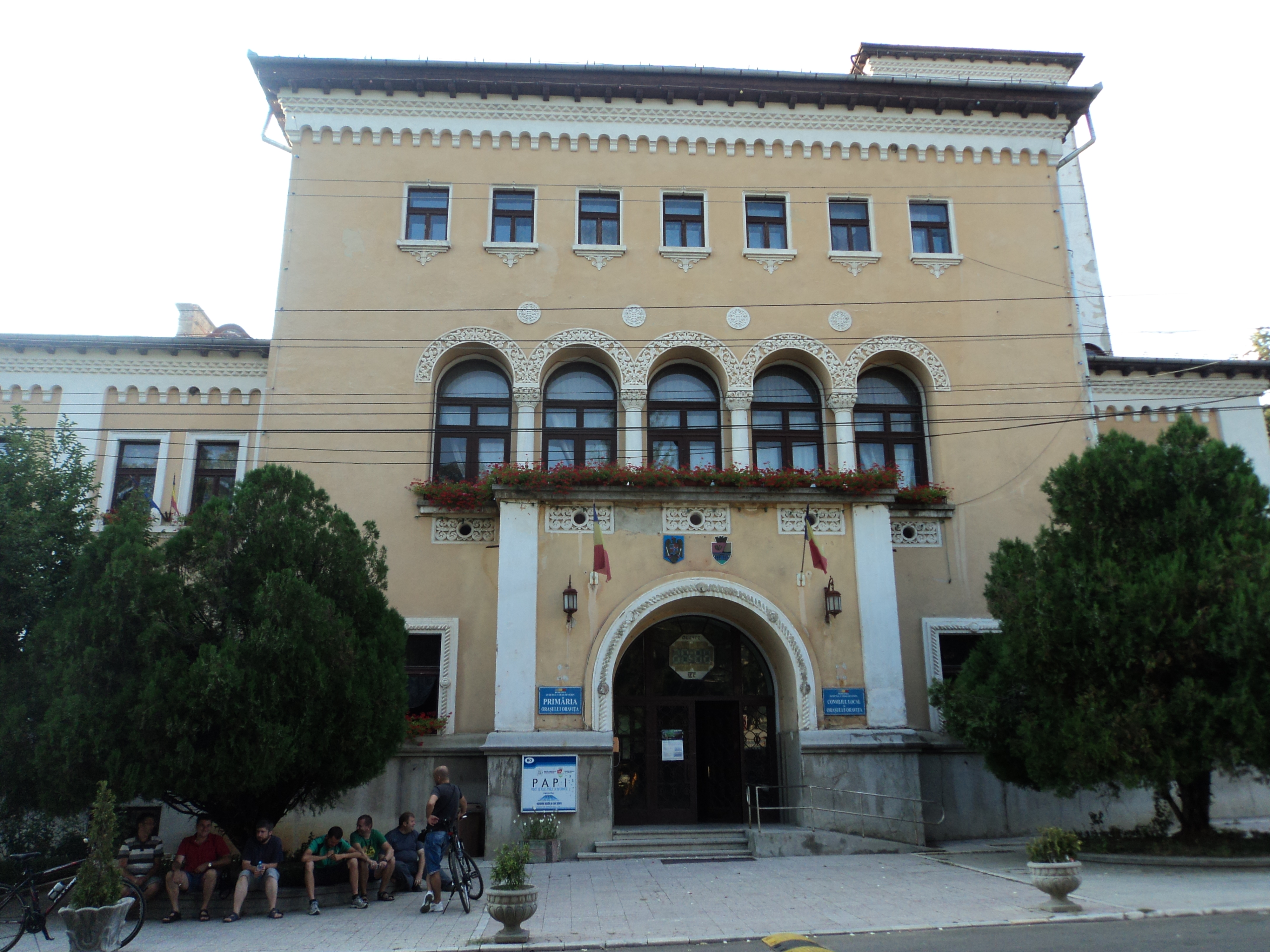
Clădirea Prefecturii județului Caraș din perioada interbelică. Clădirea-monument istoric, construită în anul 1933 și situată pe Str. 1 Decembrie 1918 nr. 60, îndeplinește în prezent rolul de sediu al Primăriei orașului Oravița.

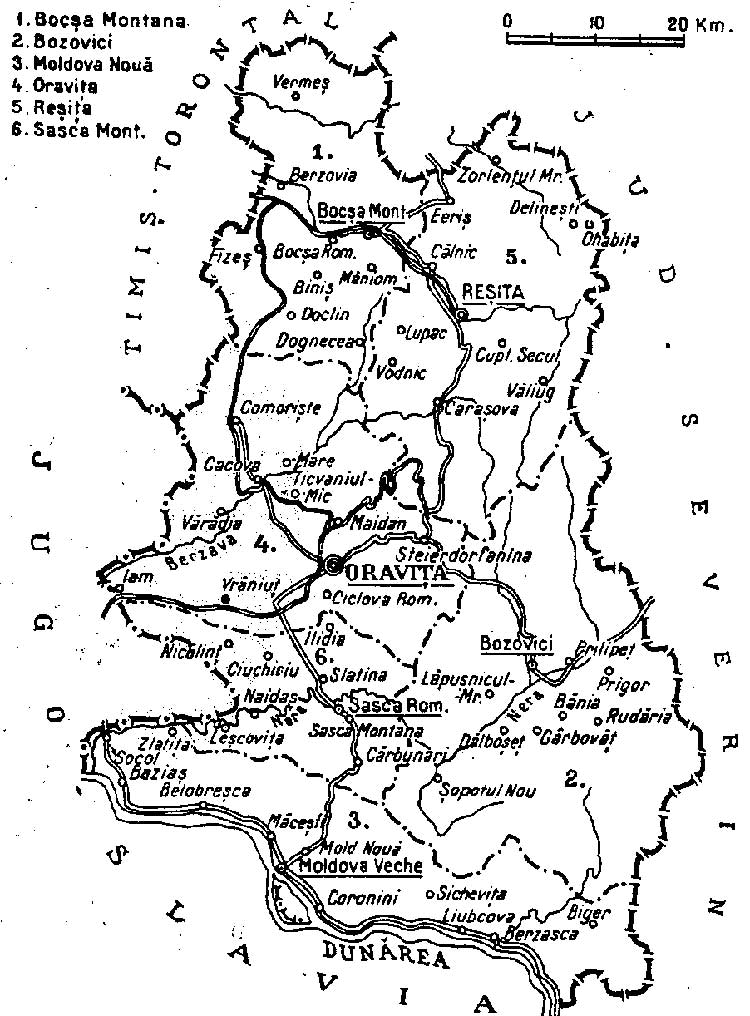
Harta județului, cu dispunerea și denumirea plășilor, în anul 1938.

Județul se afla în partea sud-vestică a României Mari, în sudul regiunii Banat. Județul cuprindea mare parte din teritoriul actualului județ Caraș-Severin (cu excepția părții estice). Se învecina la sud-vest și sud cu Iugoslavia, la est și nord-est cu județul Severin, iar la nord-vest cu județul Timiș-Torontal. Județul Caraș a fost desființat odată cu reforma administrativă din 6 septembrie 1950.

## Organizare
Teritoriul județului era împărțit inițial în cinci plăși:
1. Plasa Bocșa Montană,
2. Plasa Bozovici,
3. Plasa Moldova Nouă,
4. Plasa Oravița și
5. Plasa Reșița.

Ulterior a fost înființată a șasea plasă:
1. Plasa Sasca Montană.

Pe teritoriul județului se aflau două comune urbane (orașe): Oravița (reședința județului) și Reșița (cel mai mare oraș al județului).

## Populație
Conform datelor recensământului din 1930 populația județului era de 200.929 locuitori, dintre care 69,5% români, 12,8% germani, 4,9% sârbi și croați, 3,6% cehi și slovaci, 2,8% țigani, 2,5% maghiari ș.a. Sub aspect confesional populația era alcătuită din 70,3% ortodocși, 21,5% romano-catolici, 5,1% greco-catolici, 1,5% baptiști ș.a.

### Mediul urban
În anul 1930 populația urbană a județului era de 29.453 locuitori, dintre care 43,4% germani, 42,2% români, 8,8% maghiari, 1,6% cehi și slovaci, 1,4% evrei ș.a. Din punct de vedere confesional orășenimea era alcătuită din 50,5% romano-catolici, 39,7% ortodocși, 3,7% greco-catolici, 2,1% reformați, 1,7% mozaici, 1,6% luterani ș.a.

## Materiale documentare

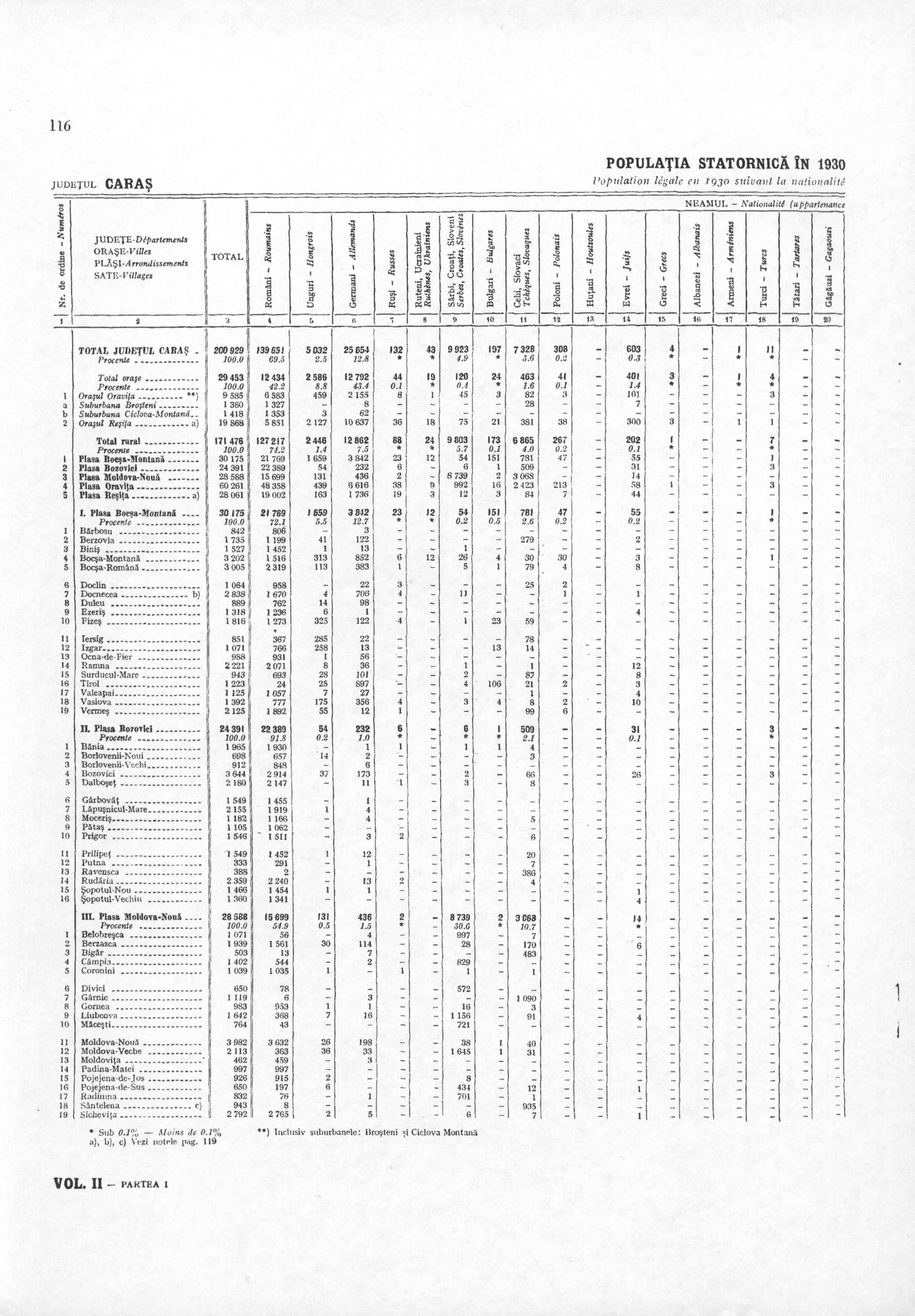
Populația județului în anul 1930, după etnie și limbă maternă
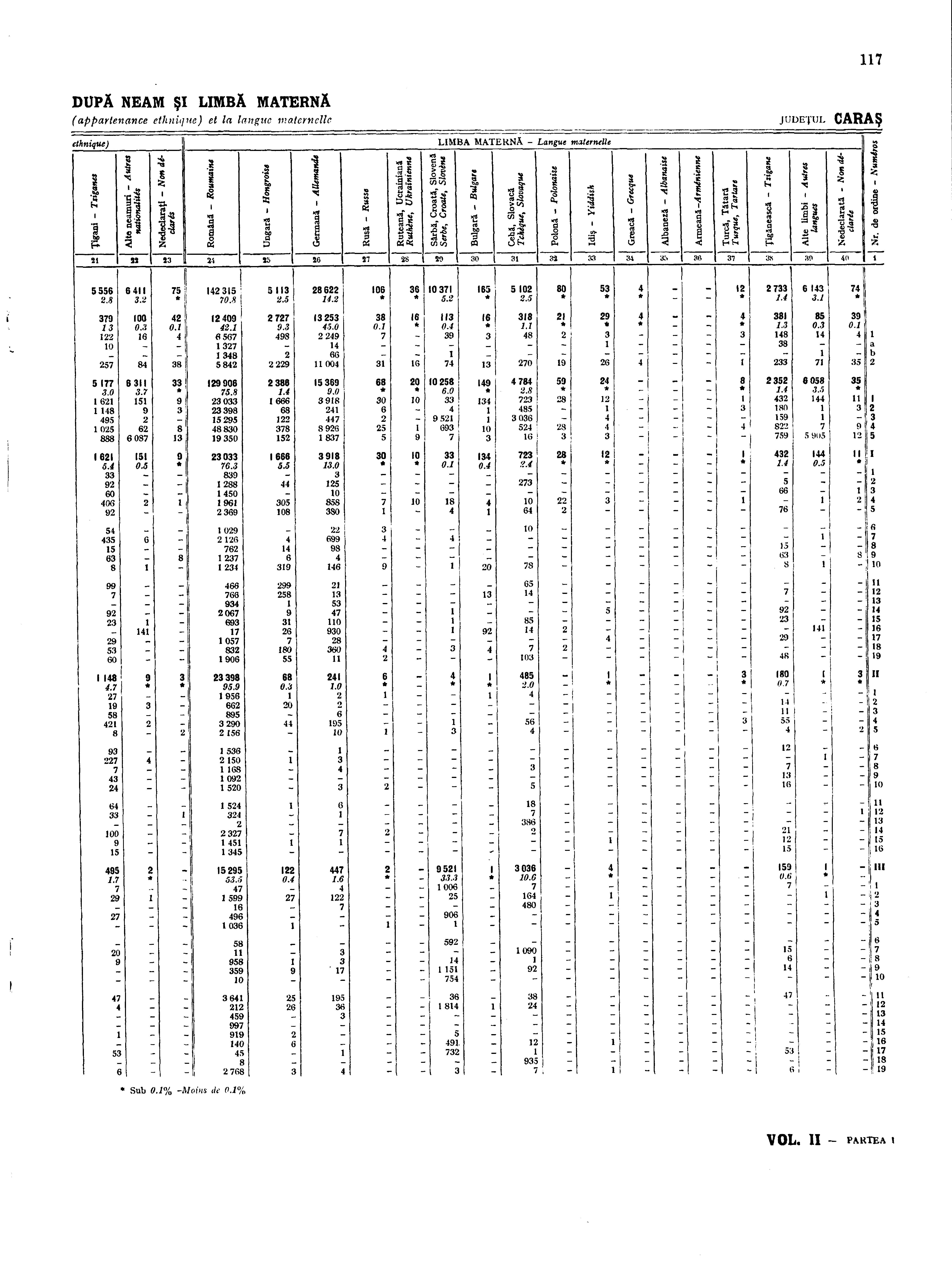
Populația județului în anul 1930, după etnie și limbă maternă
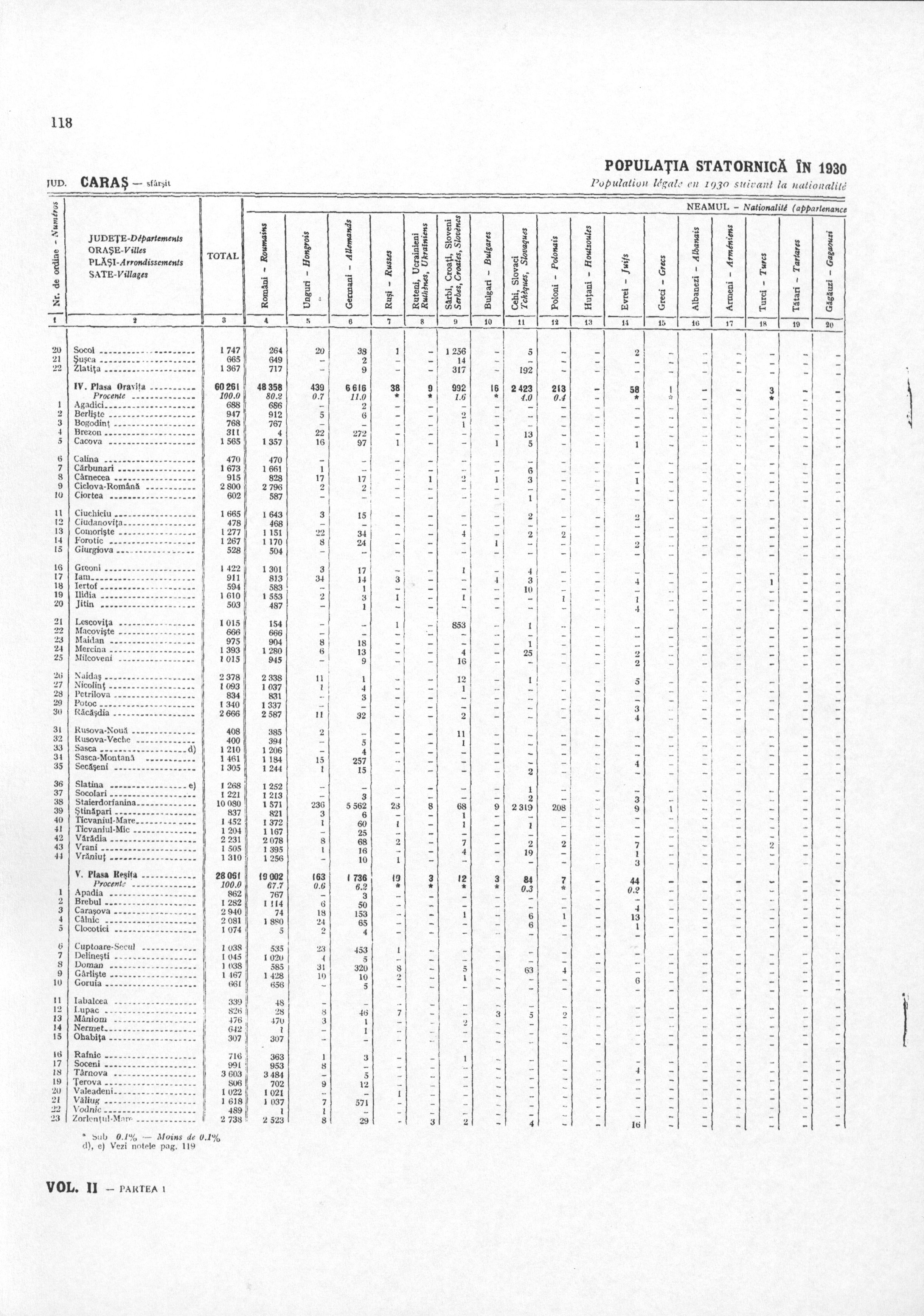
Populația județului în anul 1930, după etnie și limbă maternă
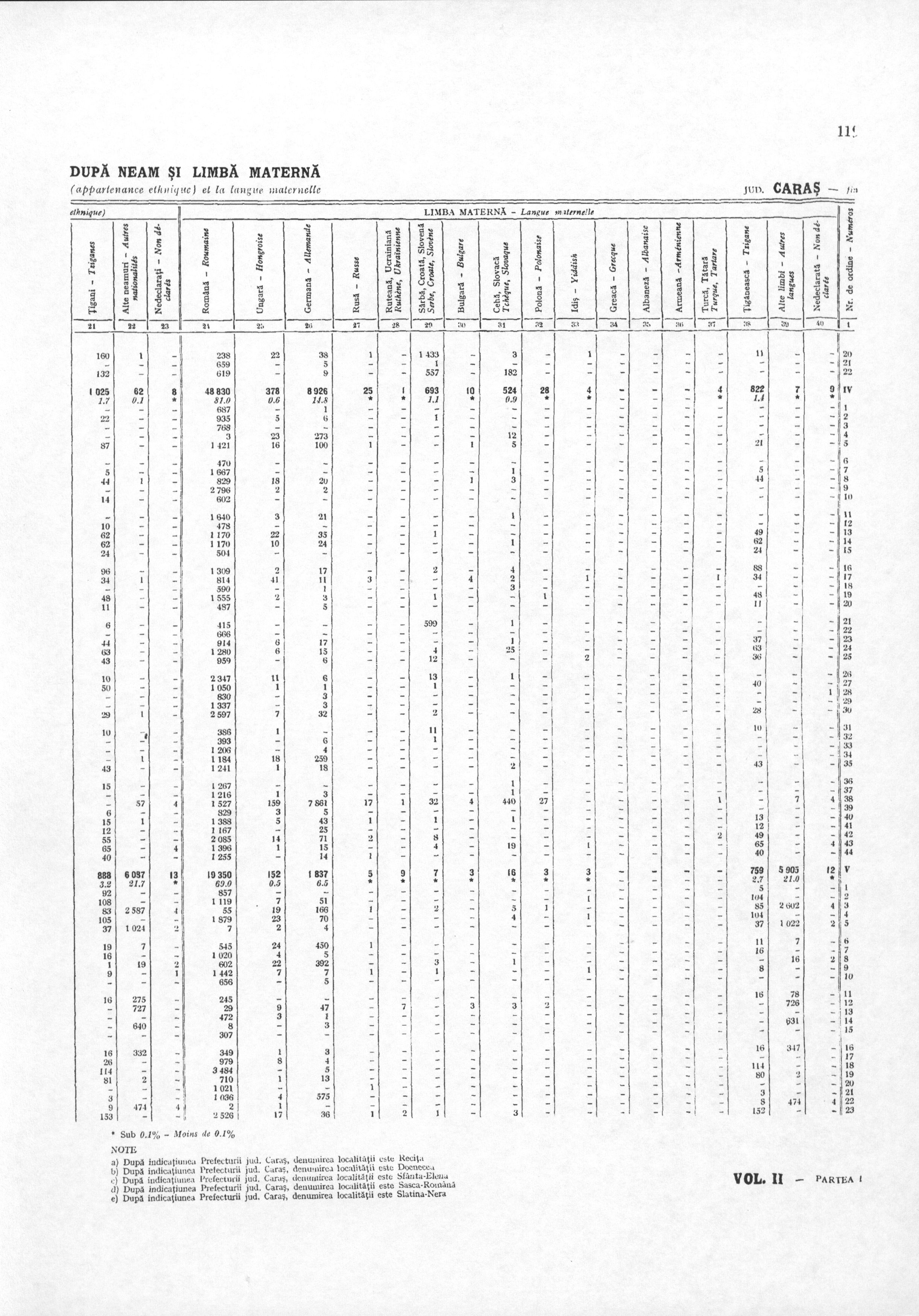
Populația județului în anul 1930, după etnie și limbă maternă
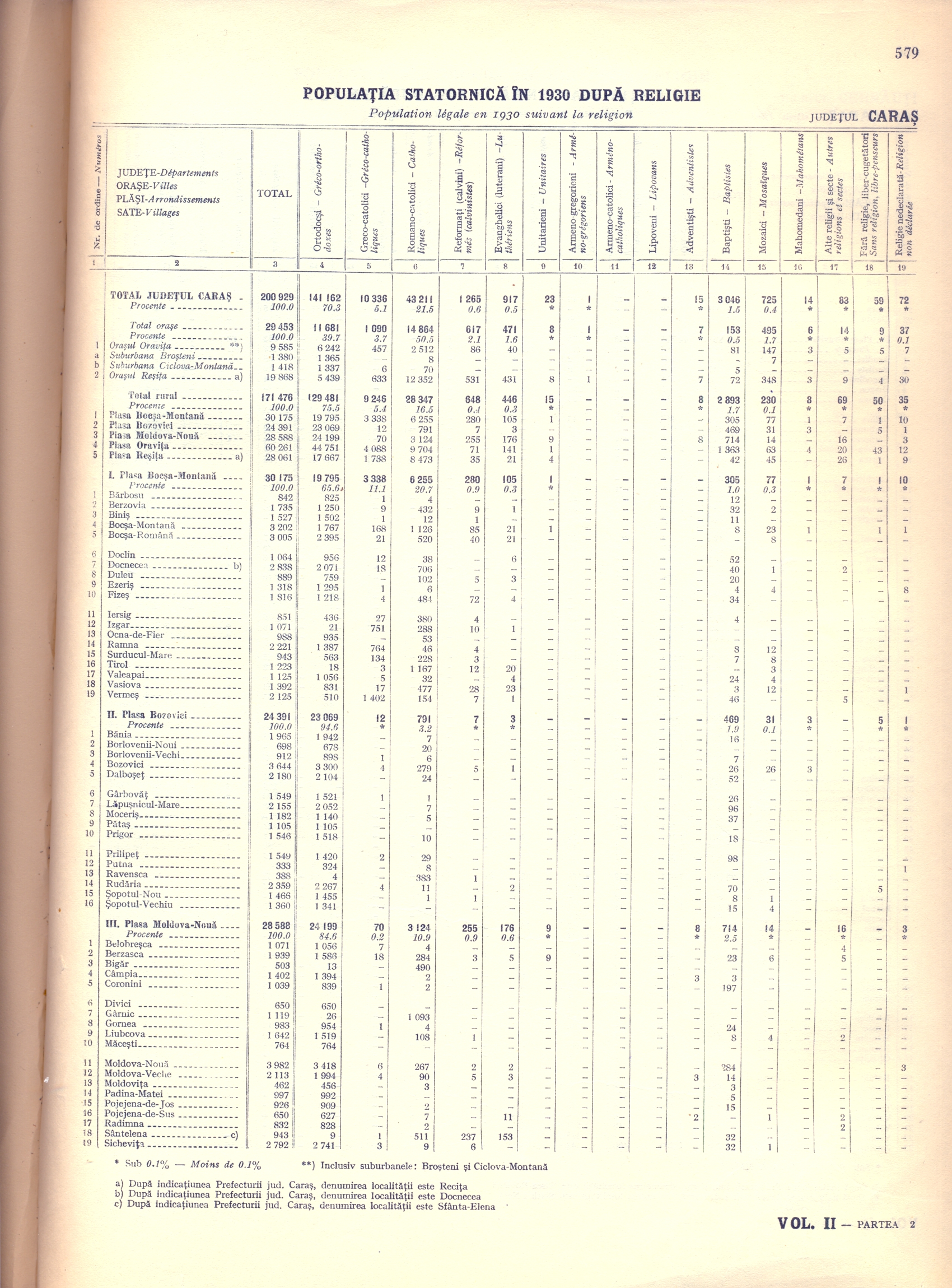
Populația județului în anul 1930, după religie
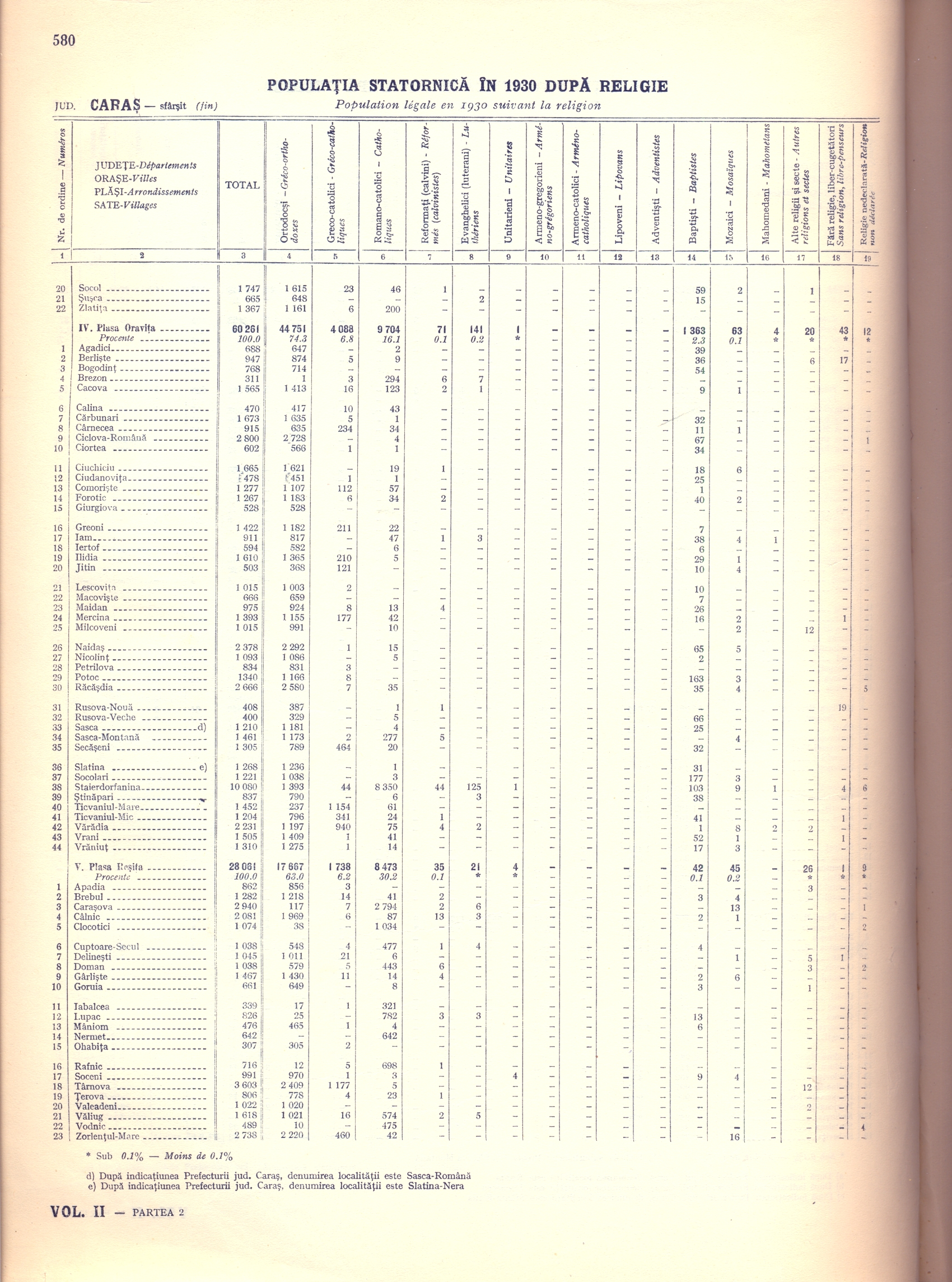
Populația județului în anul 1930, după religie